# Gobiosoma spes
Gobiosoma spes es una especie de peces de la familia de los Gobiidae en el orden de los Perciformes.

## Morfología
Los machos pueden llegar a alcanzar los 4,1 cm de longitud total.

## Distribución geográfica
Se encuentra en Cuba, Puerto Rico, Jamaica, Costa Rica, Panamá y Venezuela.

## Observaciones
Es inofensivo para los humanos.